# Tim Henning
Tim Henning (* 27. Juli 1976 in Emsdetten) ist ein deutscher Philosoph.

## Leben
Er promovierte 2007 an der Universität Köln zum Dr. phil. Für seine Dissertation „Person sein und Geschichten erzählen“ wurde er mit dem Wolfgang-Stegmüller-Preis ausgezeichnet. Von 2014 bis 2020 war er Professor für Praktische Philosophie und Geschichte der Philosophie an der Universität Stuttgart. Anschließend wechselte er an die Johannes Gutenberg-Universität Mainz, wo er Leiter des Arbeitsbereiches Praktische Philosophie I ist.
Zu seinen Fachgebieten gehören normative Ethik (insbesondere Kant), Metanormativität, angewandte Ethik (Bio- und Wirtschaftsethik), analytische Sprachphilosophie sowie personale Identität und Autonomie.

## Schriften (Auswahl)
- Person sein und Geschichten erzählen. Eine Studie über personale Autonomie und narrative Gründe. Berlin 2009.
- Kants Ethik. Eine Einführung. Stuttgart 2016, ISBN 3-15-019384-2.
- From a Rational Point of View. How We Represent Subjective Perspectives in Practical Discourse. Oxford 2018.
- Die Zukunft der Menschheit – soll es uns weiter geben?. Berlin 2022.
- Allgemeine Ethik. 2. Aufl. Paderborn 2024.
- Wissenschaftsfreiheit und Moral. Berlin 2024.
- mit Nikola Kompa, Christian Nimtz: Die dunkle Seite der Sprache. Wie Worte ausgrenzen, abwerten und manipulieren. C. H. Beck, München 2025, ISBN 978-3-406-83097-6.